# Mesut Yılmaz
Ahmet Mesut Yılmaz (pronunciació AFI /meˈsut jɯɫˈmaz/) (Istanbul, 6 de novembre de 1947 – Istanbul, 30 d'octubre de 2020) fou un líder del Partit de la Mare Pàtria i Primer Ministre de Turquia durant els anys 1990.
Mesut Yılmaz fou una estrella emergent dins el Partit de la Mare Pàtria de Turgut Özal, representant la província de Rize al parlament i ocupant el càrrec de Ministre de Turisme al gabinet d'Özal. Quan Özal arribà a la presidència el 1989, Mesut Yılmaz esdevingué líder d'un corrent d'oposició intern al nou primer ministre, Yıldırım Akbulut.
Yılmaz aconseguí apartar Akbulut del lideratge de partit i de totes les funcions executives durant el congrés biennal del partit el juny de 1991. Com que l'ANAP disposava de majoria al parlament posteriorment es convertí en Primer Ministre de Turquia.
Els anys següents contemplaren una decadència en la popularitat del Partit de la Mare Pàtria i una relació amarga amb Tansu Çiller, líder del Partit de la Recta Via (DYP), de centredreta. Yılmaz donà al Partit de la Mare Pàtria un caire més liberal en el camp econòmic i més pro-europeu, la qual cosa provocà que l'ala més conservadora i religiosa del partit se n'anés al Partit del Benestar (RP) de Necmettin Erbakan.
El seu mandat estigué esquitxat per l'escàndol Susurluk, durant el qual admeté l'existència de la JİTEM, una unitat anti-terrorista de la Gendarmeria. L'escàndol conduí a la dimissió del seu Ministre de l'Interior, Mehmet Ağar (un líder del Partit de la Recta Via, DYP), després de saber-se que Abdullah Çatli, líder de l'organització ultra-dretana Llops Grisos, havia treballat per a l'Estat. A causa del seu suport a la investigació del cas Susurluk, Yılmaz es preocupà més per la seva seguretat personal, i durant un temps portà al damunt una pistola per a defensa pròpia.
L'octubre de 1998, enfurismà el món àrab quan va amenaçar amb "treure els ulls" a Síria pel presumpte suport de Hafez al-Assad al separatista Partit dels Treballadors del Kurdistan.
Després de tres mandats no consecutius, Yılmaz abandonà el càrrec de primer ministre en 1999. Continuà, tanmateix, en el món de la política, com a vice-primer ministre en una coalició dirigida per Bülent Ecevit des de 1999 a 2002. Després del seu fracàs per obtenir un escó a les eleccions del 2002 a la Gran Assemblea, Yılmaz es retirà de la política per dedicar-se a l'ensenyament. Després de gairebé quatre anys, Yılmaz anuncià el seu retorn a la política, l'agost del 2006.
Fou acusat de corrupció per part de la Fiscalia, durant el seu mandat com a primer ministre, però la Cort Suprema l'absolgué el 2006.
En les eleccions generals del 2007 va ser elegit diputat independent per Rize.

## Cronologia
- Funda el Partit de la Mare Pàtria el 1983 amb l'expresident Turgut Özal
- És elegit diputat de la Gran Assemblea Nacional de Turquia (Novembre de 1983)
- És nomenat Ministre Estatal per a la Informació (Desembre de 1983)
- Ministre de Cultura i Turisme (1986)
- Ministre d'Afers Exteriors (Desembre de 1987)
- Primer ministre (Governs de juny - octubre de 1991, març - juny de 1996, juny de 1997- gener de 1999)